# تيد لويس (كاتب)
تيد لويس (بالإنجليزية: Ted Lewis)‏ هو كاتب سيناريو وكاتب بريطاني، ولد في 15 يناير 1940 في مانشستر في المملكة المتحدة، وتوفي في 1982 في لندن في المملكة المتحدة.

## وصلات خارجية
- تيد لويس على موقع IMDb (الإنجليزية)
- تيد لويس على موقع ألو سيني (الفرنسية)
- تيد لويس على موقع إن إن دي بي (الإنجليزية)
- تيد لويس على موقع قاعدة بيانات الفيلم (الإنجليزية)